# 2866 Hardy
För andra betydelser, se Hardy.
2866 Hardy eller 1961 TA är en asteroid i huvudbältet, som upptäcktes den 7 oktober 1961 av den belgiske astronomen Sylvain Arend i Uccle. Den har fått sitt namn efter den amerikanske komikern Oliver Hardy.
Asteroiden har en diameter på ungefär 11 kilometer.